# نیک بوگاس
نیک بوگاس (به انگلیسی: Nick Bougas) (متولد ۱۹۵۵) یک کارگردان فیلم مستند آمریکایی، تصویرگر و تهیه‌کننده موسیقی است. او به عنوان کارتونیست، از تخلص اِی ویات مان (به انگلیسی: A. Wyatt Mann) استفاده می‌کند. کاریکاتورهای او در رابطه با موضوعاتی همچون یهودستیزی، همجنسگرا هراسی و نژادپرستی هستند.

## پیشه
بوگاس فیلم مستند صحنه‌های مرگ را (به تهیه‌کنندگی کلیسای شیطان و انتان لاوی) کارگردانی کرده‌است. قسمت دوم و سوم این فیلم در سال‌های ۱۹۹۲ و ۱۹۹۳ ساخته شد. در همین زمینه و پیرامون زندگی و شخصیت انتان لاوی، او در سال ۱۹۹۳، فیلم مستند صحبت از شیطان را کارگردانی کرد.
او همچنین چندین فیلم دیگر را کارگردانی کرده‌است، از جمله فیلم مستند گادس بانی که در سال ۱۹۹۴ و در مورد یک هنرمند معلول تپ دنس ساخته شده‌است.
در سال ۱۹۹۸، بوگاس آلبوم افراد مشهور... بدترین آن‌ها را منتشر کرد که شامل مجموعه‌ای از سوتی‌های خنده‌دار صوتی از افراد مشهوری مثل الویس پرسلی، کیسی کیزم، پل آنکا و جان وین بود.
همچنین او به عنوان یک تصویرگر، با نویسنده و ناشری با نام جیم گود در مجلهٔ به من پاسخ بده همکاری کرده‌است.

## گزیده فیلم‌شناسی
- صحنه‌های مرگ (۱۹۸۹)
- صحنه‌های مرگ ۲ (۱۹۹۲)
- صحنه‌های مرگ ۳ (۱۹۹۳)
- صحبت از شیطان (۱۹۹۳)
- گادس بانی (۱۹۹۴)
- قاتلان زنجیره‌ای (۱۹۹۴)